# Hans Maes
Hans Maes (België, 1975) is een Belgisch filosoof die gespecialiseerd is in kunstfilosofie en filosofie van de seksualiteit.
Hij doceert aan de Universiteit van Kent in Canterbury (Verenigd Koninkrijk). Daar leidt hij mede het Aesthetics Research Centre. Hij is tevens Trustee van de British Society of Aesthetics.

## Levensloop
Maes studeerde filosofie aan de KU Leuven. Hij promoveerde aan dezelfde universiteit op een proefschrift in de analytische moraalfilosofie, meer bepaald over de dubbele asymmetrie tussen zelfwaardering en waardering van anderen.
Hij werkte als onderzoeker aan de Universiteit van Helsinki in Finland en aan de Universiteit van Maryland in de VS. Daarna werd hij docent (Senior Lecturer in History and Philosophy of Art) aan de Universiteit van Kent in Canterbury.
Aan de Universiteit van Kent is Maes de co-director van het Aesthetics Research Centre.

## Boeken
De handelseditie van zijn proefschrift verscheen in 2005, met als titel Bescheidenheid, trots en ijdelheid: Een analytisch-filosofische kijk op de verhouding tussen zelfwaardering en waardering van anderen.
In 2019 verscheen het tweede Nederlandstalige boek van Maes. In Wat is sexy? onderzoekt hij wanneer een bepaalde persoon ‘sexy’ wordt genoemd. Gelden dezelfde normen voor mannen en vrouwen? Hoe moeten we als maatschappij omgaan met de toenemende druk om er hot uit te zien?
Maes gaat in discussie met de Amerikaanse filosofen Sheila Lintott en Sherri Irvin. Ze verdedigen wat zij noemen een ‘feministische terugvordering’ van sexiness.
Tegenover de objectivering van een persoon door er de kwaliteit ‘sexy’ aan toe te kennen (of niet), plaatsen zij een nieuw begrip. Namelijk dat van ‘seksuele authenticiteit’. Maes onderzoekt of hun tegenvoorstel steekhoudend is. Hij analyseert de zwakke punten van dit begrip, en breekt een lans voor betere pornografie.